# Liparetrus flavipennis
Liparetrus flavipennis är en skalbaggsart som beskrevs av Lea 1917. Liparetrus flavipennis ingår i släktet Liparetrus och familjen Melolonthidae. Inga underarter finns listade i Catalogue of Life.